# 더 드라이버
"더 드라이버"(영어: The Driver)는 2019년 공개한 미국의 공포 액션 영화이다.

## 출연

### 주연
- 마크 다카스코스 : 더 드라이버 역

### 조연
- 줄리 콘드라 : 샤론 역
- 노엘라니 다카스코스 : 브리 역
- 제레미 스튜츠 : 조 역
- 아담 재커리 스미스 : 가브리엘 역